# Uffe Savery
Uffe Savery (født 5. april 1966) er en dansk musiker, komponist og producer, der er bedst kendt for at udgøre halvdelen af duoen Safri Duo. Siden august 2010 har han været musikchef for Copenhagen Phil.
Savery er student fra Sankt Annæ Gymnasium i 1985 og uddannet solist fra Det Kongelige Danske Musikkonservatorium i 1992.
Allerede i 1988 dannede han sammen med vennen Morten Friis Safri Duo, der i 2000 brød igennem med "Played-A-Live (The Bongo-Song)". Fra 2009 til 2010 var Uffe Savery kunstnerisk chef for Pumpehuset.

## Uddannelse
- Skolen på Duevej (1972 - 1982)
- Sankt Annæ Gymnasium (1982 - 1985)

## Privatliv
Savery er søn af pianisten Janne Savery og fysikeren Jens Als-Nielsen og bror til skuespilleren Maria Savery. Uffe Savery har to børn.

## Diskografi
- 1990: Turn Up Volume
- 1994: Works for Percussion
- 1995: Lutoslawski, Bartók, Helweg
- 1995: Percussion Transcriptions
- 1996: Goldrush
- 1998: Bach to the Future
- 2001: Episode II
- 2003: 3.0
- 2008: Origins